# Diego Salazar Quintero
Diego Fernando Salazar Quintero (Tuluá, Valle del Cauca, 3 de octubre de 1980) es un levantador de pesas colombiano. Ha sido medallista olímpico, campeón panamericano y centroamericano y del Caribe en Mayagüez 2010.

## Trayectoria
La trayectoria deportiva de Diego Salazar se identifica por su participación en los siguientes eventos nacionales e internacionales:

### Campeonato mundial de halterofilia
En el Campeonato Mundial de Halterofilia de 2006, Salazar obtuvo la medalla de bronce en la categoría de 62 kilogramos luego de levantar un total de 295 kg.
- , Medalla de Bronce: 62 kg

### Juegos Olímpicos
Su primera participación en una olimpíada ocurrió en las justas de Atenas 2004, en la categoría de 62 kilogramos. En la competición no pudo llegar al final debido a una lesión. Cuatro años más tarde, en Pekín 2008, con un total de 305 kg levantados, conquistó la medalla de plata, primera para Colombia en dicha olimpíada, y décima en su historial.
- , Medalla de plata: 62 kg

### Juegos Panamericanos
En los Juegos Panamericanos de Río de Janeiro 2007 y Santo Domingo 2003 obtuvo oro en la categoría de 62 kilogramos, en Guadalajara 2011 perdió el título con el también colombiano Óscar Figueroa.
- , Medalla de oro: 62 kg
- , Medalla de oro: 62 kg
- , Medalla de Bronce: 62 kg

### Juegos Centroamericanos y del Caribe
Fue reconocido su triunfo de ser el décimo deportista con el mayor número de medallas de la selección de  Colombia 
en los juegos de Mayagüez 2010.

#### Juegos Centroamericanos y del Caribe de Mayagüez 2010
Su desempeño en la vigésima primera edición de los juegos, se identificó por ser el vigésimo noveno deportista con el mayor número de medallas entre todos los participantes del evento, con un total de 3 medallas:

- , Medalla de oro: 62 kg
- , Medalla de oro: 62 kg arrancada
- , Medalla de oro: 62 kg envión